# Marie Ludovika av Österrike-Este

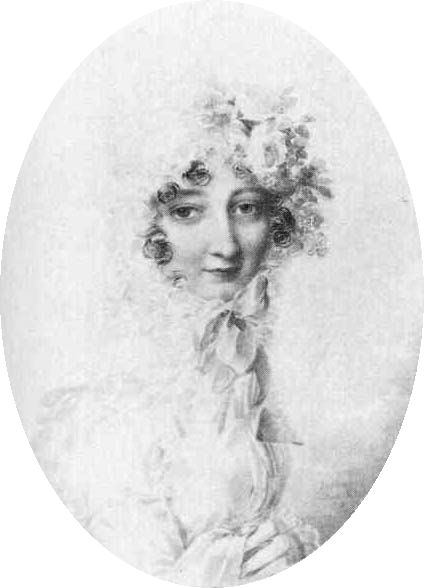
Marie Ludovika av Österrike-Este

Maria Ludovika av Österrike-Este, född 14 december 1787, död 7 april 1816; dotter till ärkehertig Ferdinand Karl av Österrike-Este och Maria Beatrix av Modena. 
Gift 1808 med sin kusin Frans I av Österrike i hans tredje äktenskap. Äktenskapet var barnlöst.
Maria hade 1796 tvingats fly från Italien undan den franska erövringen under Napoleon I. Frans blev förälskad i henne under sina besök hos hennes mor. Hon skulle vara starkt antinapoleonsk resten av livet; hennes giftermål orsakade vissa protester från fransk sida på grund av hennes politiska åsikter. 
Hon var aktiv i oppositionen mot Napoleon och uppmuntrade antifransk politik, såsom kriget 1808. Marie Ludovika var emot giftermålet mellan Napoleon och hennes styvdotter Marie Louise av Österrike 1809. Hon utgjorde ofta motpolen mot ministern Metternich, som förde profransk politik, och försökte misskreditera henne. 
Hon drabbades av tuberkulos strax efter bröllopet och avled åtta år senare.